# سیارک ۱۹۴۲۰
سیارک ۱۹۴۲۰ (به انگلیسی: 19420 Vivekbuch، نامگذاری:1998FB54) نوزده هزار و چهارصد و بیستمین سیارک کشف شده‌است که در ۲۰ مارس ۱۹۹۸ کشف شد.
قدر مطلق سیارک برابر ۲۰.۴ است.